# جون ويليامسون (سياسي نيوزلندي)
جون ويليامسون (بالإنجليزية: John Williamson)‏ هو سياسي نيوزلندي، ولد في 25 أغسطس 1815، وتوفي في 16 فبراير 1875. انتخب عضو مجلس النواب النيوزيلندي.